# خنفساء الحديد الصحراوية
خنفساء الحديد الصحراوية (المدرعة الصحراوية)، والمعروفة أيضًا باسمها العلمي Asbolus verrucosus (ليكونت، 1852)، أو خنفساء الموت الزائف الزرقاء، هي نوع من الخنافس الظلامية موطنها الأصلي جنوب غرب الولايات المتحدة (جنوب كاليفورنيا إلى يوتا ونيو مكسيكو) وشمال غرب المكسيك، حيث تعيش في بيئات جافة ورملية مثل صحراء سونورا وصحراء موهافي.
تتميز هذه الخنفساء بتكيفها العالي مع البيئات الحارة، وهي قارتة، تتغذى على الحشرات الميتة، الفواكه، الأشنات، ومكونات نباتية أخرى.
عند تعرضها للتهديد، تمتلك الخنافس قدرة على التظاهر بالموت. كما أصبحت هذه الأنواع تزداد شعبية في تجارة الحيوانات الأليفة نظرًا لسهولة العناية بها، ومتانتها، وطول عمرها.

## الوصف
تنمو خنفساء الموت الزائف الزرقاء إلى حوالي 18–21 مـم (0.71–0.83 بوصة) من الرأس إلى البطن. يشير الاسم العلمي verrucosus، الذي يعني "ذو نتوءات"، إلى النتوءات المميزة على الجناحين الأماميين للخنفساء. اللون الأزرق البودري للخنافس ناتج عن طبقة شمعية تغطي أجسامها وتمنع فقدان الرطوبة. الرطوبة العالية تجعل لون الخنافس أكثر قتامة.
الذكور أصغر قليلًا من الإناث ولديها شعيرات حمراء خشنة على قرون الاستشعار. الخنافس حيوانات شفقية، حيث تكون أكثر نشاطًا عند الفجر والغروب.

## في الأسر
معظم الخنافس الموجودة في الأسر يتم اصطيادها من البرية، ولكنها تتكيف بشكل جيد جدًا في الأسر. متطلبات العناية بها بسيطة، حيث إنها لا تحتاج إلى تنظيم مكثف للرطوبة أو التدفئة، وتحتاج فقط إلى ركيزة رملية ومخابئ للراحة. لا تستطيع الخنافس تسلق الأسطح الملساء (مثل البلاستيك أو الزجاج)، وتتمتع بنظام غذائي متنوع للغاية؛ يمكن إطعامها الخضروات، الفواكه، الأشنات، الجمبري، الحشرات الميتة، بالإضافة إلى أطعمة الكلاب والقطط. تم الاحتفاظ بالخنافس بنجاح مع عقارب الصحراء المشعرة أو النمل المخملي. وتُعتبر مناسبة جدًا للترتيبات الجماعية.

## الأبحاث الحالية
في عام 2015، تم تحديد الجينوم الميتوكوندري الكامل لخنفساء الظلام الصحراوية، بتمويل من مشروع الجينوم الخاص بالخنفساء الزرقاء. واعتبارًا من عام 2015، كان أول تسلسل ميتوجينوم كامل يتم تجميعه لخنفساء ظلامية في تحت العائلة القنازية.
تشتهر خنفساء الموت الزائف الزرقاء بصعوبة تربيتها في الأسر وإيصالها إلى مرحلة البلوغ؛ في عام 2018، تمكن الباحثون في حديقة حيوان سينسيناتي من تربية أول خنفساء بالغة بعد أن بدأوا برنامج التكاثر في عام 2014. قام الهواة بتوثيق تجاربهم مع تربية هذه الخنافس بنجاح، مشيرين إلى التحديات المتعلقة بالحفاظ على الرطوبة والتدفئة المناسبة اللازمة لتحول اليرقات إلى خادرة.